# عيسى لوبيز
عيسى لوبيز (بالإسبانية: Issa López)‏ هي مخرجة مكسيكية، (ولدت في مدينة مكسيكو في المكسيك 1971  م).

## وصلات خارجية
- عيسى لوبيز على موقع IMDb (الإنجليزية)
- عيسى لوبيز على موقع ألو سيني (الفرنسية)
- عيسى لوبيز على موقع أول موفي (الإنجليزية)
- عيسى لوبيز على موقع قاعدة بيانات الأفلام السويدية (السويدية)
- عيسى لوبيز على موقع قاعدة بيانات الفيلم (الإنجليزية)
- عيسى لوبيز على موقع كينوبويسك (الروسية)